# Campionati europei di atletica leggera 2018 - 100 metri piani femminili
I 100 metri piani femminili ai campionati europei di atletica leggera 2018 si sono svolti tra il 6 ed il 7 agosto 2018.

## Podio
| Oro     | Dina Asher-Smith Gran Bretagna |
| Argento | Gina Lückenkemper Germania     |
| Bronzo  | Dafne Schippers Paesi Bassi    |

## Record
Prima di questa competizione, il record del mondo (RM), il record europeo (EU) ed il record dei campionati (RC) erano i seguenti:
| Record                | Prestazione | Atleta                               | Data                                     | Competizione |
| --------------------- | ----------- | ------------------------------------ | ---------------------------------------- | ------------ |
| Record mondiale       | 10"49       | Florence Griffith-Joyner Stati Uniti | 16 luglio 1988 Indianapolis, Stati Uniti |              |
| Record europeo        | 10"73       | Christine Arron Francia              | 19 agosto 1998 Budapest, Ungheria        | Europei 1998 |
| Record dei campionati | 10"73       | Christine Arron Francia              | 19 agosto 1998 Budapest, Ungheria        | Europei 1998 |

## Risultati

### 1º turno
Passano alle semifinali le prime tre atlete di ogni batteria (Q) e le quattro atlete con i migliori tempi tra le escluse (q).
| Pos. | Batteria | Corsia | Nome                          | Nazionalità   | Tempo | Note |
| ---- | -------- | ------ | ----------------------------- | ------------- | ----- | ---- |
| 1    | 2        | 9      | Lisa Marie Kwayie             | Germania      | 11"30 | Q    |
| 2    | 2        | 2      | Ewa Swoboda                   | Polonia       | 11"33 | Q    |
| 3    | 3        | 4      | Ajla Del Ponte                | Svizzera      | 11"39 | Q    |
| 4    | 1        | 1      | Ezinne Okparaebo              | Norvegia      | 11"44 | Q    |
| 5    | 3        | 6      | Phil Healy                    | Irlanda       | 11"44 | Q    |
| 6    | 2        | 4      | Naomi Sedney                  | Paesi Bassi   | 11"45 | Q    |
| 7    | 3        | 5      | Inna Eftimowa                 | Bulgaria      | 11"45 | Q    |
| 8    | 2        | 5      | Daryll Neita                  | Gran Bretagna | 11"48 | q    |
| 9    | 1        | 2      | Salomé Kora                   | Svizzera      | 11"48 | Q    |
| 10   | 1        | 5      | Marije van Hunenstijn         | Paesi Bassi   | 11"48 | q    |
| 11   | 2        | 7      | Lorène Bazolo                 | Portogallo    | 11"51 | q    |
| 12   | 1        | 8      | Anna Bongiorni                | Italia        | 11"53 | q    |
| 13   | 3        | 1      | Irene Siragusa                | Italia        | 11"61 | q    |
| 14   | 3        | 3      | Diana Vaisman                 | Israele       | 11"61 |      |
| 15   | 3        | 2      | Klára Seidlová                | Rep. Ceca     | 11"63 |      |
| 16   | 3        | 8      | Rafailia Spanoudaki-Hatziriga | Grecia        | 11"63 |      |
| 17   | 1        | 4      | Gina Akpe-Moses               | Irlanda       | 11"63 |      |
| 18   | 2        | 3      | Cristina Lara                 | Spagna        | 11"65 |      |
| 19   | 2        | 8      | Alexandra Toth                | Austria       | 11"69 |      |
| 20   | 3        | 7      | Helene Rønningen              | Norvegia      | 11"70 |      |
| 21   | 1        | 9      | Maria Isabel Pérez            | Spagna        | 11"70 |      |
| 22   | 2        | 6      | Anasztázia Nguyen             | Ungheria      | 11"72 |      |
| 23   | 2        | 1      | Karolina Deliautaitė          | Lituania      | 11"75 |      |
| 24   | 1        | 3      | Marie-Charlotte Gastaud       | Monaco        | 13"59 |      |
| 25   | 1        | 7      | Chrystyna Stuj                | Ucraina       | 42"66 |      |
|      | 1        | 6      | Olivia Fotopoulou             | Cipro         | dq    |      |

### Semifinali
Oltre alle atlete qualificatisi nel primo turno, accedono direttamente alle semifinali le undici atlete che avevano il miglior ranking europeo prima della manifestazione. Questi atlete sono: Dina Asher-Smith, Mujinga Kambundji, Dafne Schippers, Carolle Zahi, Orlan Ombissa-Dzangue, Gina Lückenkemper, Kryszina Zimanouskaja, Tatjana Pinto, Imani Lansiquot, Jamile Samuel e Orphee Neola.
Passano alla finale le prime due atlete di ogni batteria (Q) e le due atlete con i migliori tempi tra le escluse (q).
| Pos. | Semifinale | Corsia | Nome                   | Nazionalità   | Tempo | Note |
| ---- | ---------- | ------ | ---------------------- | ------------- | ----- | ---- |
| 1    | 1          | 3      | Dina Asher-Smith       | Gran Bretagna | 10"93 | Q    |
| 2    | 1          | 5      | Gina Lückenkemper      | Germania      | 10"98 | Q    |
| 3    | 3          | 3      | Dafne Schippers        | Paesi Bassi   | 11"05 | Q    |
| 4    | 3          | 6      | Jamile Samuel          | Paesi Bassi   | 11"10 | Q    |
| 5    | 2          | 3      | Mujinga Kambundji      | Svizzera      | 11"14 | Q    |
| 6    | 3          | 5      | Imani Lansiquot        | Gran Bretagna | 11"14 | q    |
| 7    | 3          | 4      | Carolle Zahi           | Francia       | 11"16 | q    |
| 8    | 2          | 5      | Orlann Ombissa-Dzangue | Francia       | 11"20 | Q    |
| 9    | 2          | 4      | Tatjana Pinto          | Germania      | 11"26 |      |
| 10   | 2          | 6      | Daryll Neita           | Gran Bretagna | 11"27 |      |
| 11   | 2          | 8      | Ewa Swoboda            | Polonia       | 11"30 |      |
| 12   | 1          | 4      | Orphée Neola           | Francia       | 11"33 |      |
| 13   | 1          | 6      | Kryszina Zimanouskaja  | Bielorussia   | 11"34 |      |
| 14   | 3          | 2      | Lisa Marie Kwayie      | Germania      | 11"36 |      |
| 15   | 3          | 7      | Salomé Kora            | Svizzera      | 11"36 |      |
| 16   | 3          | 8      | Ezinne Okparaebo       | Norvegia      | 11"37 |      |
| 17   | 1          | 8      | Ajla Del Ponte         | Svizzera      | 11"38 |      |
| 18   | 1          | 7      | Naomi Sedney           | Paesi Bassi   | 11"42 |      |
| 19   | 3          | 1      | Lorène Bazolo          | Portogallo    | 11"46 |      |
| 20   | 1          | 1      | Phil Healy             | Irlanda       | 11"46 |      |
| 21   | 2          | 2      | Marije van Hunenstijn  | Paesi Bassi   | 11"49 |      |
| 22   | 2          | 1      | Inna Eftimowa          | Bulgaria      | 11"52 |      |
| 23   | 2          | 7      | Irene Siragusa         | Italia        | 11"60 |      |
| 24   | 1          | 2      | Anna Bongiorni         | Italia        | 11"62 |      |

### Finale
La finale si è svolta il 7 agosto 2018 alle 21:30.
| Pos. | Corsia | Nome                   | Nazionalità   | Tempo | Note                                                       |
| ---- | ------ | ---------------------- | ------------- | ----- | ---------------------------------------------------------- |
|      | 5      | Dina Asher-Smith       | Gran Bretagna | 10"85 | Miglior prestazione mondiale stagionale · Record nazionale |
|      | 6      | Gina Lückenkemper      | Germania      | 10"98 | Miglior prestazione personale stagionale                   |
|      | 3      | Dafne Schippers        | Paesi Bassi   | 10"99 | Miglior prestazione personale stagionale                   |
| 4    | 4      | Mujinga Kambundji      | Svizzera      | 11"05 |                                                            |
| 5    | 7      | Jamile Samuel          | Paesi Bassi   | 11"13 |                                                            |
| 6    | 2      | Imani Lansiquot        | Gran Bretagna | 11"13 |                                                            |
| 7    | 1      | Carolle Zahi           | Francia       | 11"20 |                                                            |
| 8    | 8      | Orlann Ombissa-Dzangue | Francia       | 11"29 |                                                            |